# Спеллинг, Тори
Викто́рия «То́ри» Де́йви Спе́ллинг (англ. Victoria «Tori» Davey Spelling; род. 16 мая 1973, Лос-Анджелес, Калифорния, США) — американская актриса, сценарист, продюсер и писатель, получившая широкую известность благодаря роли Донны Мартин в молодёжном телесериале «Беверли-Хиллз, 90210». Лауреат премии «Молодой актёр» за гостевое исполнение роли в сериале «Спасённые звонком» (1991).

## Ранние годы
Виктория Дейви Спеллинг родилась в Лос-Анджелесе, Калифорния, в семье медиа-магната Аарона Спеллинга (1923—2006) и Кэнди Спеллинг (род. 1945, девичья фамилия — Марер). Среднее имя актриса получила в честь прадеда по линии отца.
Также у актрисы есть младший брат — актёр Рэнди Спеллинг (род. 09.10.78), который сейчас работает коучем. 
Предки Спеллингов были эмигрантами из России и Польши, оба родителя Тори — иудеи. Семья праздновала и Рождество, и Хануку.  
Училась в школе Беверли-Хиллз, но окончила школу Гарвард-Уэстлейк.

## Карьера

### Актёрская карьера

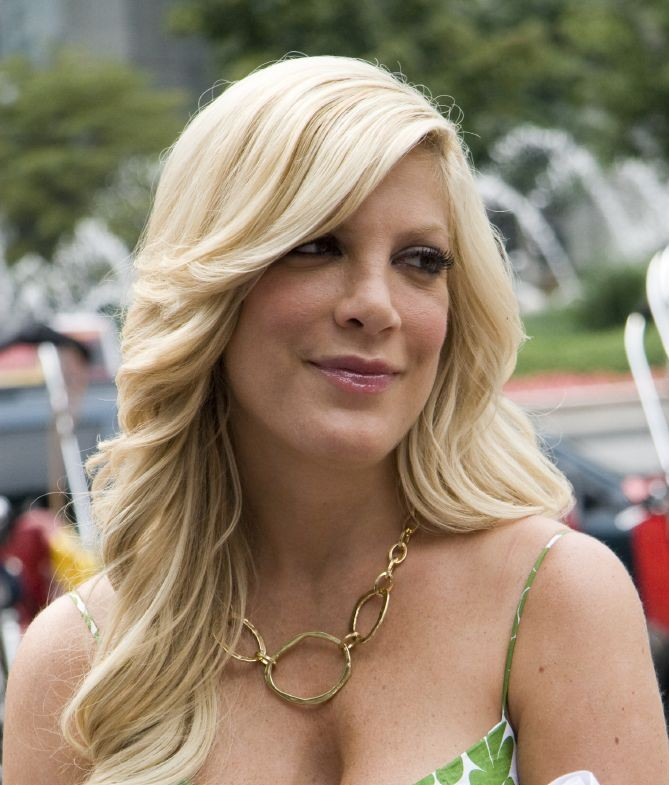
Спеллинг в 2007 году

Спеллинг начала сниматься на телевидении в 1981 году. Она появлялась в гостевых ролях в сериалах «Лодка любви», «Отель», «Ти Джей Хукер», «Остров фантазий», «Вегас», «Спасённые звонком» и других. В 17 лет получила роль Донны Мартин в молодёжном телесериале «Беверли-Хиллз, 90210», продюсером которого был её отец Аарон Спеллинг. Актриса снималась во всех десяти сезонах шоу с 1990 по 2000 год, и дважды получала номинации на премию «Молодой актёр».
Снимаясь в сериале «Беверли-Хиллз, 90210», актриса также сыграла в телевизионных фильмах «Смерть красотки» (1994), «В объятиях смерти» (1996), «Смертельное преследование» (1996), а также в независимых фильмах «Трюк» (1999) и «Дом, где говорят „Да“» (1997).
В конце 1990-х — начале 2000-х годов актриса пыталась пробиться в большом кино, снявшись в ряде картин, таких как «Крик 2» (1997), «Очень страшное кино 2» (2001), «Любовь всё меняет» (2001), «Голое кино» (2002) и других. Однако вскоре вернулась к съёмкам в телевизионных фильмах и эпизодических ролях в сериале в статусе приглашённой звезды.
В 2006 году в эфир канала VH1 вышел ситком «Столь изВЕСТный», в котором Тори сыграла саму себя, пародируя все стереотипы, которые существуют относительно её персоны. В 2007 году актриса вместе с мужем Дином Макдермоттом открыли отель Chateau La Rue в Фоллбруке, Калифорния, который стал местом съёмок и основой для сюжета реалити-шоу «Тори и Дин: Дорогой любви», премьера которого состоялась на канале Oxygen 20 марта 2007 года.
В июле 2007 года Спеллинг получила сан священника, который может венчать гей-пары. Запись церемонии была показана в третьем сезоне их семейного реалити-шоу, премьера которого состоялась в июне 2008 года. Вскоре пара вернулась в Лос-Анджелес, где супруги готовились к рождению второго ребёнка, книжному туру Тори и покупке нового дома. В мае 2009 года вышел четвёртый сезон реалити-шоу «Тори и Дин: Дорогой любви».
В 2009 году Спеллинг вновь сыграла Донну Мартин в двух эпизодах спин-оффа сериала Беверли-Хиллз, 90210 — «90210: Новое поколение». 
В 2011 году вышел спин-офф-шоу «Тори и Дин: Дорогой любви» под названием «Тори и Дин: Невероятная свадьба» премьера которого состоялась 6 апреля 2011 года. Позже в том же году актриса озвучила Принцессу пиратов в мультфильме «Джейк и пираты Нетландии». 4 сентябре 2011 года актриса появилась в тринадцатом сезоне реалити-шоу «Большой брат». 
21 апреля 2012 актриса стала ведущей специального выпуска шоу «Дружба — это чудо» под названием «Королевская свадьба» в честь финала второго сезона.

### Писательская карьера
Тори Спеллинг написала шесть книг. 
Её первая книга sTORI Telling (2008) дебютировала на первой строчке в списке бестселлеров The New York Times и была названа лучшей автобиографией знаменитости за 2009 год.
Выпущенная в том же 2009 году книга Mommywood рассказывала о её материнском опыте.
В 2010 году Спеллинг выпустила третью книгу под названием Uncharted terriTORI. В интервью для журнала People актриса сказала: «Мне нравится делиться своими историями и опытом с людьми, находить к ним подход в эмоциональном плане, нравится их смешить. Ответная реакция на мою первую книгу была такой сильной, что я решила писать и дальше для своих поклонников».
Фото-книга Тори Спеллинг под названием Presenting Tallulah также была издана в 2010 году.
В 2012 году Спеллинг выпустила книгу CelebraTORI, а в 2013 году — Spelling It Like It Is.

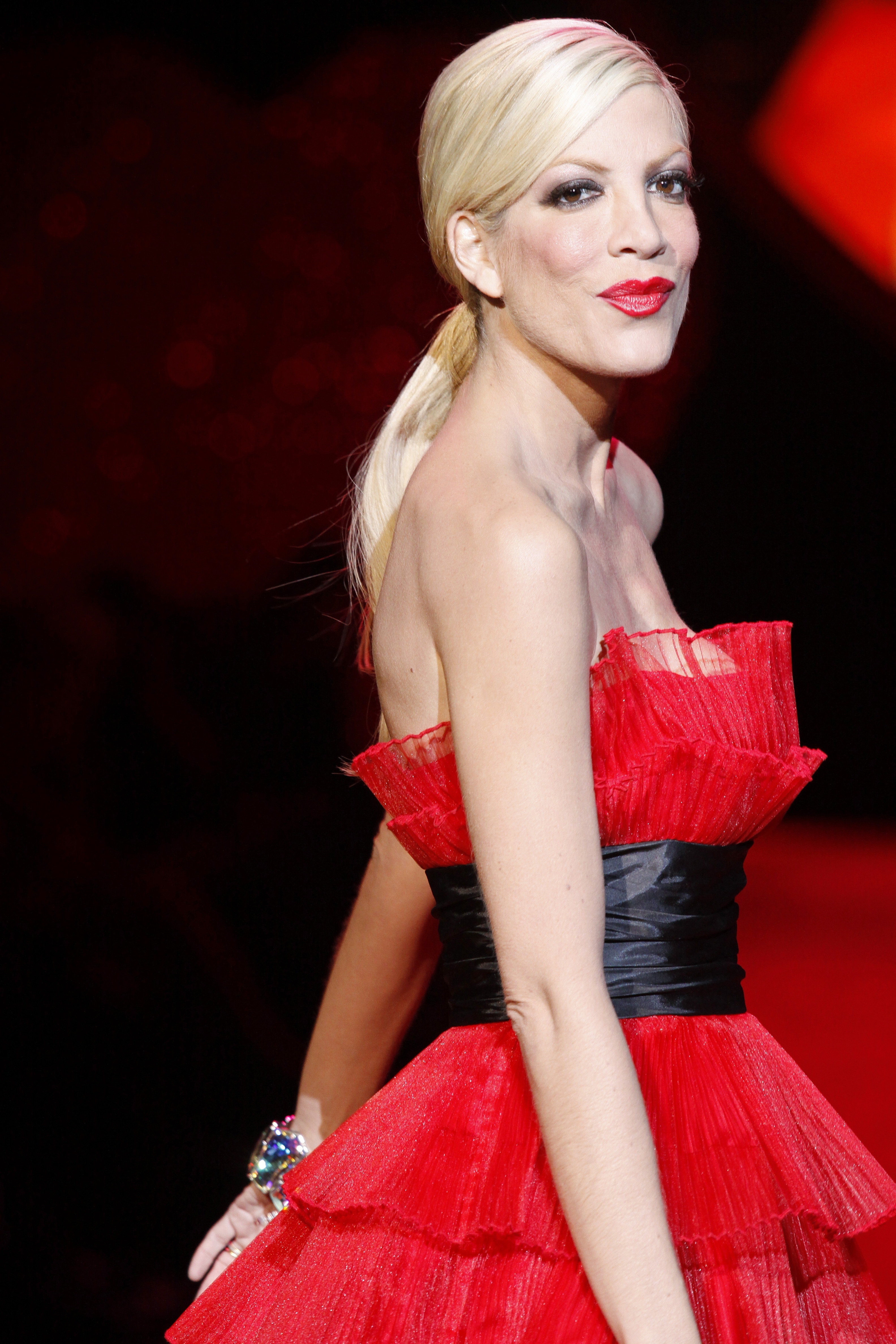
Спеллинг на показе мод The Heart Truth в 2009 году

## Личная жизнь
С 2004 по 2006 год Спеллинг была замужем за актёром и сценаристом Чарли Шенианом.
С 2006 по 2024 год Спеллинг была замужем за актёром Дином Макдермоттом. У бывших супругов пятеро детей: сын Лиам Аарон Макдермотт (род. 13 марта 2007), дочери Стелла Дорин Макдермотт (род. 9. июня 2008) и Хэтти Маргарет Макдермотт (род. 10 октября 2011), и ещё два сына — Финн Дейви Макдермотт (род. 30 августа 2012) и Бо Дин Макдермотт (род. 2 марта 2017).
В июне 2011 года беременная Спеллинг попала в автомобильную аварию вместе со своими детьми, четырёхлетним Лиамом и трёхлетней Стеллой, уходя от погони папарацци в городе Тарзана, штат Калифорния. Никто из находящихся в автомобиле серьёзно не пострадал.

### Смерть отца и наследство
Отец Спеллинг, Аарон, умер 23 июня 2006 года. Наследниками были Тори, её брат Рэнди и их мать Кэнди, с которой Тори была в ссоре. Спеллинг надеялась получить часть состояния отца, оцениваемого в 500 миллионов долларов. Кэнди Спеллинг самостоятельно распоряжалась разделом наследства. И Тори, и Рэнди получили лишь по 800 тысяч долларов. Кроме того, Кэнди оформила трастовый фонд в 10 миллионов на своего внука Лиама.

## Фильмография
| Год       |     | Русское название                                          | Оригинальное название                                 | Роль                                               |
| --------- | --- | --------------------------------------------------------- | ----------------------------------------------------- | -------------------------------------------------- |
| 1981      | с   | Вегас                                                     | Vegas                                                 | Джули                                              |
| 1983      | с   | Мэтт Хьюстон                                              | Matt Houston                                          | Нелли Брант                                        |
| 1983      | тф  | —                                                         | Shooting Stars                                        | Дженни О’Киф                                       |
| 1983      | с   | Остров фантазий                                           | Fantasy Island                                        | Лори Шеннон / Кристи                               |
| 1983—1984 | с   | Лодка любви                                               | The Love Boat                                         | Пенни Гибсон / Сара Туми                           |
| 1983—1987 | с   | Отель                                                     | Hotel                                                 | разные персонажи                                   |
| 1984      | с   | Ти Джей Хукер                                             | T. J. Hooker                                          | Тони Полной                                        |
| 1985      | с   | Блеск                                                     | Glitter                                               | Мелисса Лейн                                       |
| 1987      | тф  | —                                                         | The Three Kings                                       | девушка, продающая фалафели                        |
| 1989      | ф   | Рота Беверли-Хиллз                                        | Troop Beverly Hills                                   | Джейми, Красное Перо                               |
| 1989      | с   | Монстры                                                   | Monsters                                              | Беверли                                            |
| 1990—1991 | с   | Спасённые звонком                                         | Saved by the Bell                                     | Вайолет Бикерстафф                                 |
| 1990—2000 | с   | Беверли-Хиллз, 90210                                      | Beverly Hills, 90210                                  | Донна Мартин                                       |
| 1992      | с   | Паркер Льюис не теряется                                  | Parker Lewis Can’t Lose                               | в роли самой себя                                  |
| 1992      | с   | Мелроуз-Плейс                                             | Melrose Place                                         | Донна Мартин                                       |
| 1994      | с   | Правосудие Берка                                          | Burke’s Law                                           | Мэри Маккенна                                      |
| 1994      | тф  | Смерть красотки                                           | A Friend to Die For                                   | Стейси Локвуд                                      |
| 1995      | тф  | —                                                         | Awake to Danger                                       | Эйми Макадамс                                      |
| 1995      | мс  | Мыши-байкеры с Марса                                      | Biker Mice from Mars                                  | Романа Пармезана                                   |
| 1996      | тф  | Смертельное преследование                                 | Deadly Pursuits                                       | Мередит                                            |
| 1996      | тф  | —                                                         | Co-ed Call Girl                                       | Джоанна                                            |
| 1996      | с   | Побережье Малибу                                          | Malibu Shores                                         | Джилл                                              |
| 1996      | тф  | В объятиях смерти                                         | Mother, May I Sleep with Danger?                      | Лорел Льюисон                                      |
| 1996      | кор | —                                                         | Calls for Cthulhu                                     | Сьюзан                                             |
| 1997      | ф   | Дом, где говорят «Да»                                     | The House Of Yes                                      | Лесли                                              |
| 1997      | тф  | Алиби                                                     | Alibi                                                 | Марти Джеррард                                     |
| 1997      | ф   | Крик 2                                                    | Scream 2                                              | в роли самой себя / Сидни Прескотт в «Ударе ножом» |
| 1999      | ф   | Трюк                                                      | Trick                                                 | Кэтрин                                             |
| 1999      | ф   | —                                                         | Perpetrators Of The Crime                             | Люси                                               |
| 2001      | ф   | Очень страшное кино 2                                     | Scary Movie 2                                         | Алекс                                              |
| 2001      | ф   | Любовь всё меняет                                         | Sol Goode                                             | Тэмми                                              |
| 2002      | с   | —                                                         | So Downtown                                           | Лиз                                                |
| 2002      | ф   | Голое кино                                                | Naked Movie                                           | Айрис Питлак                                       |
| 2003      | ф   | Пришельцы-завоеватели                                     | Evil Alien Conquerors                                 | Джен                                               |
| 2003      | тф  | Рождественская песнь                                      | A Carol Christmas                                     | Кэрол Картман                                      |
| 2004      | с   | —                                                         | The Help                                              | Молли                                              |
| 2004      | с   | Клава, давай!                                             | Less Than Perfect                                     | Роксанн Филдер                                     |
| 2004      | ф   | Уроки соблазнения                                         | 50 Ways To Leave Your Lover                           | Стефани                                            |
| 2005      | тф  | Семейный план                                             | Family Plan                                           | Чарли                                              |
| 2005      | мс  | Американский папаша!                                      | American Dad!                                         | Ким                                                |
| 2005      | тф  | Молчание                                                  | Hush                                                  | Нина Хэмилтон                                      |
| 2005      | мф  | Стьюи Гриффин: Нерассказанная история                     | Stewie Griffin: The Untold Story                      | Донна Мартин                                       |
| 2005      | тф  | Размышление об убийстве                                   | Mind Over Murder                                      | Холли Уинтерс                                      |
| 2006      | мс  | Гриффины                                                  | Family Guy                                            | Донна                                              |
| 2007      | тф  | Домашний сторож                                           | The House Sitter                                      | Элиз Кроуфорд                                      |
| 2007      | ф   | Ктулху                                                    | Cthulhu                                               | Сьюзан                                             |
| 2007      | ф   | Поцелуй невесту                                           | Kiss the Bride                                        | Алекс Голски                                       |
| 2007—2009 | с   | Тайны Смолвиля                                            | Smallville                                            | Линда Лейк                                         |
| 2009      | мс  | Рик и Стив — самая счастливая гомосексуальная пара в мире | Rick & Steve the Happiest Gay Couple in All the World | Джина Майклс                                       |
| 2009      | с   | 90210: Новое поколение                                    | 90210                                                 | Донна Мартин                                       |
| 2011—2015 | мс  | Джейк и пираты Нетландии                                  | Jake and the Never Land Pirates                       | Принцесса пиратов                                  |
| 2012      | тф  | —                                                         | The Mistle-Tones                                      | Марси                                              |
| 2014      | с   | Таинственные девушки                                      | Mystery Girls                                         | Холли Хэмилтон                                     |
| 2016      | мф  | —                                                         | Izzie’s Way Home                                      | Эйприл                                             |
| 2016      | тф  | В объятиях смерти                                         | Mother, May I Sleep with Danger?                      | Джули Льюисон                                      |
| 2018      | с   | —                                                         | The Look All Stars                                    | ведущая                                            |
| 2018      | тф  | Последний акулий торнадо: как раз вовремя                 | The Last Sharknado: It’s About Time                   | Рэй                                                |
| 2019      | с   | 90210                                                     | BH90210                                               | в роли самой себя                                  |
| 2020      | с   | —                                                         | Dean McDermott: Working Actor                         | Тори                                               |
| 2020      | с   | —                                                         | High School Crimes & Misdemeanors                     | Элисон                                             |